# Lophodesmus escherichii
Lophodesmus escherichii är en mångfotingart som beskrevs av Filippo Silvestri 1911. Lophodesmus escherichii ingår i släktet Lophodesmus och familjen fingerdubbelfotingar. Inga underarter finns listade i Catalogue of Life.